# Buckminsterfulleren
Buckminsterfulleren (C60) är en sfärisk molekyl som består av 60 kolatomer. Den kemiska formeln är C60. Den arbetades fram för första gången år 1985 av Harold Kroto, James Heath, Sean O'Brien, Robert Curl och Richard Smalley vid Rice University. Kroto, Curl och Smalley fick 1996 års nobelpris i kemi för sin roll i upptäckandet av buckminsterfullerenen och den besläktade molekylklassen, fullerenerna. Namnet är en hyllning till Richard Buckminster Fuller, vars geodetiska kupoler fullerenen liknar. Buckminsterfullerenen var den första fullerenmolekylen som upptäcktes och är även den vanligaste sett till naturlig förekomst, då den kan finnas i små kvantiteter i sot.

## Struktur
Buckminsterfullerenens struktur är en trunkerad (T = 3) ikosaeder som liknar en fotboll av den sort som görs på tjugo sexhörningar och tolv femhörningar, med en kolatom i varje femhörnings spets och ett band längs varje månghörnings kant. van der Waalsradien av en C60-molekyl är omkring 1 nanometer. Diametern på en C60-molekyl är omkring 0.71 nm. C60-molekylen har två bindningslängder. Bindningarna mellan de två sexhörningarna kan anses vara dubbla bindningar och är kortare än bindningarna mellan en sexhörning och en femhörning. Dess genomsnittliga bindningslängd ligger på 1,4 Å. 
Varje kolatom i strukturen är kovalent bunden med tre andra. Kolatomer har fyra elektroner, vilket betyder att deras elektroniska struktur är 2,4. För att bli stabil behöver kolatomen åtta elektroner i sitt yttre skal, och kovalent bindning med tre andra atomer kommer bara ge sju elektroner i det yttre skalet. Detta betyder att varje obunden elektron på varje kolatom är fri att flyta omkring bland alla atomer i föreningen. Elektroner har laddning, så denna fria elektronrörelse betyder att buckminsterfullerenen kan leda elektricitet väldigt bra. Detta, på grund av dess storlek, gör den väldigt användbar inom nanoteknologin. Dess egenskaper gör att den kan bilda föreningar med alkalimetaller. Några av dessa föreningar är supraledare.

## Tjugofemårsdag
4 september 2010 ersatte Google temporärt sin logotyp på dess söksida med en interaktiv buckminsterfullerendoodle till minne av tjugofemårsdagen av upptäckten.